# Соколов, Александр Сергеевич (политик)
Александр Сергеевич Соколов (род. 5 апреля 1947, Кулаково, Московская область) — российский политический деятель. Депутат Государственной Думы второго созыва (1995—1999).

## Биография
Окончил Московский гидромелиоративный институт в 1970 г., Академию общественных наук (АОН) при ЦК КПСС в 1989 г., Дипломатическую академию МИД РФ в 1993 г.
С 1970 инженер совхоза им. Э.Тельмана Раменского района. Работал заведующим отделом Раменского горкома ВЛКСМ, а затем был переведен инструктором сельхозотдела горкома партии.
С 1976 по 1980 год заместитель председателя Раменского горисполкома.
С 1980 по 1985 год возглавлял совхоз «Подмосковный» Раменского района.
С 1985 по 1989 год первый секретарь Раменского горкома КПСС.
Избирался секретарем Московского обкома КПСС, депутатом Московского областного Совета народных депутатов, народным депутатом РСФСР (1990-1993 гг.), членом Верховного Совета Российской Федерации. С 1990 года секретарь ЦК Компартии РСФСР, член ЦК КПСС в 1990—1991 гг. Работал генеральным директором санаторно-курортного предприятия профсоюзов «Москурорт»
В декабре 1995 г. был избран депутатом Государственной Думы Федерального Собрания РФ. Возглавлял Комитет по туризму и спорту.
В 2004 г. был заместителем президента Федерального агентства по физической культуре и спорту.
В 2006 г. стал статс-секретарем, отвечая за связи с Правительством и занимаясь законотворческой деятельностью, имущественными отношениями и строительством. А. С. Соколов является одним из главных разработчиков новой редакции Федерального Закона «О физической культуре и спорту РФ».
Награждён орденом «Знак Почета», медалью «За преобразование Нечернозёмной зоны РСФСР», знаки Главы Раменского муниципального района «За заслуги перед Раменским муниципальным районом Московской области» (2007 г.) и «За трудовые заслуги» (2009 г.)
Решением районного Совета депутатов от 26 мая 2007 года А. С. Соколов удостоен звания «Почетный гражданин Раменского муниципального района» за вклад в развитие Раменского района.